# Skateboard elettrico
Lo skateboard elettrico è uno skateboard di dimensioni maggiori, con un motore sottostante alla tavola; attraverso un telecomando wireless può raggiungere una velocità da 0 a 30 km/h in 4 secondi, ha un'autonomia dai 17 km ai 30 km e ci vogliono dalle 3 alle 6 ore per ricaricarlo a 220 V.
Lo skateboard elettrico fu inventato da Louis Finkle, fondatore di Exkate, a Long Beach in California.
Nel 2015 lo Stato della California ha legalizzato la circolazione degli skateboard motorizzati con l'obbligo di indossare un casco protettivo, di transitare nelle corsie riservate ai ciclisti e con un limite di velocità, quanto meno non superiore ai 20 chilometri/orari.

## Sicurezza
Le tipiche schede di vendita al dettaglio come quelle di Evolve e Boosted sono in grado di raggiungere velocità massime di circa 20-25 mph (32-40kph) nelle loro modalità più veloci, mentre le schede specialistiche e hobbistiche possono essere costruite con motori molto potenti per velocità massime di 50mph (80kph ) e oltre. La frenata è tipicamente implementata come Frenata dinamica / Freno rigenerativo solo dalle ruote posteriori e la distanza di arresto può variare ampiamente tra motori e ruote/pneumatici.
Ci sono stati diversi incidenti mortali che hanno coinvolto skateboard elettrici  e molti resoconti di visite ospedaliere. Per la guida ad alta velocità si consiglia l'uso di dispositivi di protezione individuale tra cui casco, ginocchiere, gomiti e polsini.